# 鳥取県特別支援学校一覧
鳥取県特別支援学校一覧（とっとりけんとくべつしえんがっこういちらん）は、鳥取県の特別支援学校の一覧。

## 国立特別支援学校
- 鳥取大学附属特別支援学校

## 特別支援学校（知的障害、肢体不自由、病弱教育）

### 鳥取市
- 鳥取県立鳥取養護学校
- 鳥取県立白兎養護学校

### 倉吉市
- 鳥取県立倉吉養護学校

### 米子市
- 鳥取県立皆生養護学校
- 鳥取県立米子養護学校

### 東伯郡
- 鳥取県立琴の浦高等特別支援学校（2013年4月開校）- 旧鳥取県立赤碕高等学校の校舎を改築して使用

## 特別支援学校（視覚障害）

### 鳥取市
- 鳥取県立鳥取盲学校

## 特別支援学校（聴覚障害）

### 鳥取市
- 鳥取県立鳥取聾学校
  - 鳥取県立鳥取聾学校ひまわり分校（米子市）

## 廃校
- 鳥取市立養護学校白兎学園（病弱教育）（1977年）
- 鳥取市立養護学校白兎学園松の聖母学園分校（知的障害）（1977年） - 鳥取県に移管され、鳥取県立白兎養護学校として独立。
- 米子市立米子養護学校（病弱教育）（2018年）- 鳥取県に移管され、鳥取県立皆生養護学校と統合し皆浜分校となる。
- 鳥取県立皆生養護学校皆浜分校（2021年）

## リンク
- 鳥取県教育委員会